# 中国和平出版社
中国和平出版社是中华人民共和国的一家出版社，成立于1985年，社址位于北京市，由中国宋庆龄基金会主管，中国宋庆龄基金会和江西省出版集团公司主办。